# Кятіб Челебі
Кятіб Челебі (Мустафа Абдуллах, Хаджі Халіфі) (тур. Kâtip Çelebi; лютий 1609, Стамбул, Османська імперія — 6 жовтня 1657, Стамбул, Османська імперія) — османський вчений, історик і письменник. Залишив твори з різних галузей знань — богослов'я, правознавства, політики, літератури, географії, історії, бібліографії.
Мустафа Абдуллах належав до числа найосвіченіших людей того часу, відомий як видатний історіограф Османської імперії першої половини XVII століття. Також він вніс безсумнівний внесок у розвиток в Османській імперії і таких наук, як географія, бібліографія, філософія та інші. Його праці широко використовувалися в дослідженнях радянських істориків. Що ж стосується турецьких істориків, то вони вважають, зокрема, що Мустафа Абдуллах відкрив Туреччині західну культуру. Він приділяв велику увагу перекладам і широко використовував у своїх працях відомості з не турецьких творів, особливо географічних. У передмові до праць «Мізан ал-хакк» («Мірило справедливості») і «Дюстур ал-амал лі іслах ал-халал» («Покажчик способу дії для виправлення негараздів») Мустафа Абдуллах вихваляв науку і філософію, доводив необхідність розвитку природничих наук, засуджував відсталість і марновірство,що існували в той час в країні. Він докладав великих зусиль, щоб використовувати все те нове, що з'являлося тоді в науці Заходу.
Характеризуючи мусульманську літературу, академік В. В. Бартольд дає наступну оцінку працям Мустафи Абдуллаха:

«До XVII століття відноситься діяльність Кятіб Челебі, який написав, між іншим, велику бібліографічну працю по всіх галузях літератури і науки; з інших його праць особливо чудовий географічний твір, що представляє першу спробу зіставити дані європейської географічної науки з даними мусульманської»

Таку ж характеристику працям Мустафи Абдуллаха дає академік І. Ю. Крачковський, який в своєму дослідженні про турецьку географічну літературу називає його вченим-полігістром, географом і вважає видатним діячем турецької літератури. Він писав, що сумлінність Мустафи Абдуллаха «не дозволяла йому закривати очі на ті впливи і факти, які йшли з Заходу; в міру своїх знань він намагався залучати все корисне, що в них знаходив, не боячись докорів і нововведень, а можливо навіть звинувачень в єресі».

## Біографія

### Юнацтво і доросле життя
У віці від 6 до 14 років Мустафа Абдуллах навчався читанню Корану. У 14 років почав вивчати арифметику у одного з анатолійських «бухгалтеров». За короткий термін він придбав спеціальність бухгалтера. У 1624 разом з батьком Мустафа Абдуллах взяв участь у придушенні повстання Абаза-паші. Після Багдадського походу у 1626  в Мосулі він поховав батька і повернувся в Діярбакир. Будучи призначеним секретарем канцелярії (від чого і отримав прізвисько Кятіб) кавалерійського корпусу, Мустафа Абдуллах вирушив до Стамбула. У Стамбулі він відвідував уроки шейха Каді-заде, який справив на нього величезний вплив. Він перший викликав в Мустафі Абдуллаха інтерес до наук. Однак через тривалі війни Османської імперії з Іраном і Австрією Мустафа Абдуллах не зміг отримати систематичної освіти. Так, відомо, що в 1629 в складі османських військ, очолюваних Хусрев-пашею, Мустафа Абдуллах попрямував в похід на Хамадан і Багдад. У 1634 він знову перебував у складі турецького війська, яке було направлено в Халеб на зимівлю. Скориставшись цим, він здійснив паломництво в Мекку. Під час перебування в Халебі Мустафа Абдуллах не переставав цікавитися наукою, вивчав місцеві рукописні збірки, робив записи і купував книги. В 1635 під командуванням султана Мурада IV він брав участь у великому перському поході й став очевидцем облоги Єревана та його захоплення.

### Кінець життя
Повернувшись після закінчення походу в Стамбул, Мустафа Абдуллах вийшов у відставку і почав вивчати різні науки. Одночасно він викладав своїм учням геометрію, астрономію, географію, фізику.

«Предмет його природної схильності становили книги і наука, яких він не залишав ніде і ніколи протягом всього свого життя. Це був тип турецького вченого, який пройшов всі наукові ступені і системи, створюючи програму східно-мусульманської мудрості»
— В. Д. Смирнов. "Нариси історії"
Зібравши величезний матеріал і будучи очевидцем історичних подій того часу, Мустафа Абдуллах до останніх днів життя займався історіографією та іншими науками. Помер він 6 жовтня 1657 у віці 48 років, залишивши ряд праць історіографічного та іншого характеру.

## Політичні погляди
Мустафа Абдуллах був представником свого часу і певного соціального середовища. Тому в своїх політичних поглядах він виступав прихильником феодального класу, і його критичне ставлення до сучасного йому суспільства відбувалося з прагнення сприяти відновленню колишньої могутності Османської імперії. Він брав участь у зборах, скликаному за указом султана Махмуда IV (1648—1687) для перегляду бюджету імперії та ліквідації інших внутрішніх питань. У «Фезлеке» він писав:

«Тоді (тобто в 1063/1652) ваш покірний слуга був також включений в число учасників наради. [Після цього] я написав трактат під назвою „Дюстур ал-Амал лі Іслах ал-халал“. [Побачивши], що немає відповідних особистостей, я нікому не показав [свою працю]. Але потім, коли Хюсейн-заде ефенді став шейх-вул-ісламом, він змусив переписати цей трактат і представити султану. [Потім] мені сказали: „Ми читали ваш трактат падишахові“. Але так як цей негідний (тобто Кятіб Челебі) дізнався, що [все] залишиться без наслідків, то і не став вникати в справу. Нехай інший падишах займеться їм».

Не зустрівши розуміння падишаха, Мустафі Абдуллаху доводилося стикатися з багатьма противниками з середовища духовенства, які відкидали все те нове в його поглядах, що суперечило їх корисливим інтересам і деяких релігійних догм, хоча сам Мустафа Абдуллах був людиною віруючою і прагнув, наприклад, в своїй знаменитій географічній праці «Джихан-Нюма» примирити досягнення європейської науки, в тому числі нову систему Коперника, з коранічними уявленнями про створення світу.

## Коротка характеристика наукових праць
— «Фезлекет Аквал ал-ахіар фі-ілм ал-тарих ва'л-Ахбар» («Короткий виклад найкращих висловлювань в області літописання і історичних оповідань») — перший твір Мустафи Абдуллаха. Він написаний в 1641 році арабською мовою і являє собою «загальну історію» з послідовним викладом подій, що відбувалися з початку хіджри до часу автора. Рукопис досі не видано, і він знаходиться в Стамбулі в публічній бібліотеці Баязета.
— «Сулам ал-вусул іла Табакат ал-фухул» («Наближення до розрядів знатних мужів») написано на арабській мові. Автор почав працювати над цим твором в 1643 і закінчив його в 1649. У рукописі наводяться біографічні дані про знаменитих людей, про їх посади і їх суспільну діяльність. Єдиний екземпляр знаходиться в бібліотеці шехидів Алі-паші (Стамбул) під номером 1877.
— «Тухфат ал-Кібар фі Асфар ал-Біхар» («Подарунок великим щодо походів в море»), написаний у зв'язку з початком війни за завоювання острова Криту в 1645. Маючи на увазі ослаблення османського флоту, Мустафа Абдуллах нагадував про колишню його могутність, морські походи Хайр ад-Діна Барбароса, Пірі Реїса та інших. У цій праці наводяться відомості багатьох подій, що відбувалися в морі і частково на суші. Цікаво, що «Тухфат ал-кібар» була другою книгой, надрукованою в друкарні Ібрагіма Мутеферріка у 1729. У ній є багато вставок самого видавця. Книга забезпечена морськими картами. Перевидана в 1913 в Стамбулі.
— «Таквім ат-Теваріх» («Впорядкування історії») — хронологічна праця Мустафи Абдуллаха, складена в 1648 протягом двох місяців, в якому в «хронологічному порядку» викладені найважливіші події історії від створення світу до часу автора; особливу увагу приділено історії османів, їх військових походів, завоювань, вступу на престол султанів, дати смертей знаменитих людей. Будучи представленим великому візиру Коджа Мехмед-паші, цей твір послужив приводом привласнити Мустафі Абдуллаху звання халіфа другого рангу. «Таквім ат-теваріх» вперше з деякими додатками був виданий в 1733. Автор одного з перших багатотомних досліджень з історії Османської імперії І. Хаммер відзначає, що без цієї книги багато фактів історії Османської імперії залишилися б в темряві невідомості.
— «Кашфі аз-зунун ан ал-асами Кутуб ва'л-Фунун» («Розкриття думок щодо назв книг і галузей наук») являє собою бібліографічно-енциклопедичну працю, що стосується всієї літератури так званого мусульманського світу на арабській, перській і турецькій мовах. Літературні твори розташовані в алфавітному порядку і охоплюють 14500 назв і 10000 імен авторів та коментаторів. Матеріали для цієї праці збиралися Мустафою Абдуллахом майже 20 років. У коментарях до творів окремих авторів даються відомості про час їх написання, зміст і структуру, а також біографічні відомості про автора. «Кашфі аз-зунун» високо оцінений як на Сході, так і на Заході. Вперше цей твір було видано в 7 томах у Лейпцигу німецьким орієнталістом Г. Флюгелем (1835—1858); в 1941 перевидано в Анкарі.
— «Дюстур ал-Амал лі-Іслах ал-халал» («Покажчик способу дії для виправлення негараздів») — трактат, написаний з метою виявлення основних причин ослаблення Османської імперії, визначення способів подолання економічної кризи і розкладання військової системи. Мустафа Абдуллах зупиняється головним чином на положені селянства — реаї, розкладанні армії і на причинах зростання дефіциту в державній скарбниці. Це цікаве джерело вперше було надруковане в газеті «Тасфір-і ефкяр» (1863, № 122—127) і в подальшому видано окремою книгою одночасно з відомим твором Айни Алі «Каванін-і ал-і османів» в 1866.
— «Ілхам ал мукаддес мін ал-Фейз ал-акдес» («Божественне одкровення від щедрот Всеблагого») — релігійний трактат, в якому Мустафа Абдуллах розглядає головним чином питання релігійної етики. Рукопис було вперше опубліковано в книзі "Кятіб Челебі. Дослідження про його життя і працях ". До неї подана вступна стаття та одна сучасна транскрипція турецького тексту видавця Б. Н. Шахсувароглу.
— «Мізан ал-хакк фі Іхтіяр ал-ахакк» («Мірило справедливості щодо могутності найсправедливішого»). У цій книзі, написаній турецькою мовою в 1656 велике місце відведено питанням суспільного життя країни, показані побут і звичаї народу. В ній Мустафа Абдуллах захищає прогресивні ідеї, критикує марновірство і відсталість. Це джерело частинами було опубліковано в газеті «Тасвір-і Ефкяр» в 1858—1864 роках (№ 175—210).

## Силки
- Хаджи-Хальфа // Энциклопедический словарь Брокгауза и Ефрона : в 86 т. (82 т. и 4 доп. т.). — СПб., 1890—1907. (рос. дореф.)